# Nada (film 2001)
Nada è un film del 2001 diretto da Juan Carlos Cremata Malberti.